# Santo Antônio do Içá
Santo Antônio do Içá é um município brasileiro do interior do estado do Amazonas, na Região Norte do Brasil. Sua população estimada pelo Instituto Brasileiro de Geografia e Estatística (IBGE) era de 20 889 habitantes em 2021, sendo assim o trigésimo segundo município mais populoso do estado do Amazonas e o quarto de sua microrregião. Seu índice de desenvolvimento humano (IDH) é de 0,496, de acordo com dados de 2010, o que é considerado muito baixo pelo Programa das Nações Unidas para o Desenvolvimento (PNUD).
Pertence à Região Geográfica Intermediária de Tefé e Região Geográfica Imediata de Tabatinga.

## História
Santo Antônio do Içá tem sua história voltada ao século XIX, no lugar chamado de Tonantins, remontando à igreja em louvor ao Divino Espírito Santo, construída em 1813.
Por força de lei, foi criada a freguesia do Tonantins, em 18 de setembro de 1865. Assim sendo, a localidade de Santo Antônio do Içá foi, aos poucos, sendo ocupada. Não se sabe ao certo, a data de sua fundação, entretanto, sabe-se que já existia antes de 1831. O primeiro nome recebido pela sede municipal do município foi Boa Vista. Pouco tempo depois, o município foi extinto.
A restauração do município de São Paulo de Olivença ocorreu em 1935. Através do Decreto-Lei Estadual nº 176, de 1 de dezembro de 1938, Tonantins e Boa Vista reapareceram, desta vez como distritos do então município de São Paulo de Olivença. No mesmo ano, o distrito de Boa Vista passa a chamar-se Santo Antônio do Içá, em referência ao rio Içá, cuja foz no rio Solimões se localiza no município.
Santo Antônio do Içá perdeu parte de seu território com a emancipação de Tonantins, em 10 de dezembro de 1981, por força da Emenda Constitucional nº 12. Assim sendo, pouco mais de 6 000 quilômetros quadrados de área territorial foi desmembrada de Santo Antônio do Içá para compor o novo município de Tonantins.

### Formação administrativa
Em 13 de março de 1936, foi dada a instalação do município de Santo Antônio do Içá. Entretanto, no quadro em vigor nos anos de 1939 a 1943, Santo Antônio do Içá ainda figurava como distrito pertencente a São Paulo de Olivença. A divisão territorial datada de 1955 já mostra Santo Antônio do Içá e Tonantins como municípios autônomos, desmembrados de São Paulo de Olivença. Tal fato é fortalecido pela Lei Estadual nº 96, de 19 de dezembro daquele ano. A instalação definitiva do município ocorreu em 3 de março de 1956.
Em sua próxima divisão territorial, datada de 1960, Santo Antônio do Içá é constituído por dois distritos: o distrito-sede, que abriga o principal aglomerado urbano do município, e o distrito de Tonantins. Através da Lei Federal nº 5 449, de 4 de junho de 1968, Santo Antônio do Içá é enquadrado como área de segurança nacional.

## Geografia
O município de Santo Antônio do Içá está localizado no estado do Amazonas, na Mesorregião do Sudoeste Amazonense, que engloba dezesseis municípios do estado distribuídos em duas microrregiões, sendo que a microrregião à qual o município pertence é a Microrregião do Alto Solimões, que reúne nove municípios: Amaturá, Atalaia do Norte, Benjamim Constant, Fonte Boa, Jutaí, Santo Antônio do Içá, São Paulo de Olivença, Tabatinga e Tonantins. É distante 880,9 quilômetros de Manaus, capital do estado.

## Demografia
Em 2010, a população do município foi registrada pelo Instituto Brasileiro de Geografia e Estatística (IBGE) em 24 481 habitantes. Segundo o censo daquele ano, 12 592 habitantes eram homens e 11 889 habitantes mulheres. Ainda segundo o mesmo censo, 12 947 habitantes viviam na zona urbana (52,89%) e 11 534 na zona rural (47,11%). Conforme as estimativas divulgadas em 2020, a população municipal era de 23 378 habitantes, sendo o 32º mais populoso do estado. Da população total em 2010, 10 523 habitantes (42,98%) tinham menos de 15 anos de idade, 13 198 habitantes (53,91%) tinham de 15 a 64 anos e 760 pessoas (3,10%) possuíam mais de 65 anos, sendo que a esperança de vida ao nascer era de 70,5 anos e a taxa de fecundidade total por mulher era de 3,2.
Conforme estimativas do IBGE, sua população em 2020 era de 21 243 habitantes.
Em 2010, a população içaense era composta por 1 817 brancos (7,42%), 546 negros (2,23%), 81 amarelos (0,33%), 15 592 pardos (63,69%) e 6 445 indígenas (26,33%). Considerando-se a região de nascimento, 21 659 eram nascidos no município (88,47%) e 2 822 eram naturais de outro município (11,53%). Entre estes, 24 292 habitantes eram naturais do estado do Amazonas (99,23%) e 189 eram nascidos em outro estado da federação (0,77%). Entre os 189 naturais de outras unidades da federação, o Maranhão era o estado com maior presença, com 7 pessoas (0,03%), seguido por outros estados sem especificação (0,19%). É notável o número de imigrantes de países vizinhos ao Brasil, tais como Colômbia e Peru, que somam 135 habitantes (0,55%).

## Organização Político-Administrativa
O Município de Santo Antônio do Içá possui uma estrutura político-administrativa composta pelo Poder Executivo, chefiado por um Prefeito eleito por sufrágio universal, o qual é auxiliado diretamente por secretários municipais nomeados por ele, e pelo Poder Legislativo, institucionalizado pela Câmara Municipal de Santo Antônio do Içá, órgão colegiado de representação dos munícipes que é composto por vereadores também eleitos por sufrágio universal.

## Economia
O produto interno bruto (PIB) de Santo Antônio do Içá é um dos maiores de sua microrregião, com importante participação do setor de prestação de serviços e da agropecuária. De acordo com dados do IBGE relativos a 2011, o PIB do município era de  111 197 mil reais. 2 120 mil eram de impostos sobre produtos líquidos de subsídios a preços correntes e o PIB per capita era de  4 503,90 reais. Em 2010, 50,08% da população maior de 18 anos era economicamente ativa, enquanto que a taxa de desocupação era de 7,04%.
Em 2012, os salários e outras remunerações somavam 10 950 mil reais e o salário médio mensal de todo município era de 1,6 salários-mínimos. Havia 51 unidades locais e 47 empresas atuantes. Segundo o IBGE, 74,25% das residências sobreviviam com menos de um salário-mínimo mensal por morador (2 964 domicílios), 5,06% sobreviviam com entre um e três salários-mínimos para cada pessoa (202 domicílios), 0,75% recebiam entre três e cinco salários-mínimos (30 domicílios), 0,30% tinham rendimento mensal acima de cinco salários-mínimos (12 domicílios) e 19,64% não tinham rendimento (784 domicílios).